# Dunlop Tyres
Dunlop es un fabricante de neumáticos y derivados del caucho del Reino Unido. En la actualidad, Dunlop pertenece en un 75% a Goodyear y en un 25% a Sumitomo Rubber Industries.
También es una marca de raquetas de tenis y de pádel.

## Historia
El inventor escocés John Boyd Dunlop fundó la Dunlop Pneumatic Tyre Company en 1888. La empresa desarrollaba los diseños de neumáticos de bicicleta, cuya producción derivaba a otras empresas. En 1902 se fundó la empresa Dunlop Rubber que se dedicaría a la fabricación de neumáticos, al mismo tiempo que empezó a diversificar su producción con el surgimiento de los primeros automóviles y aviones. A lo largo de la década de 1920, los descubrimientos de la espuma de látex llevaron a Dunlop a producir desde pelotas de golf a raquetas de tenis.

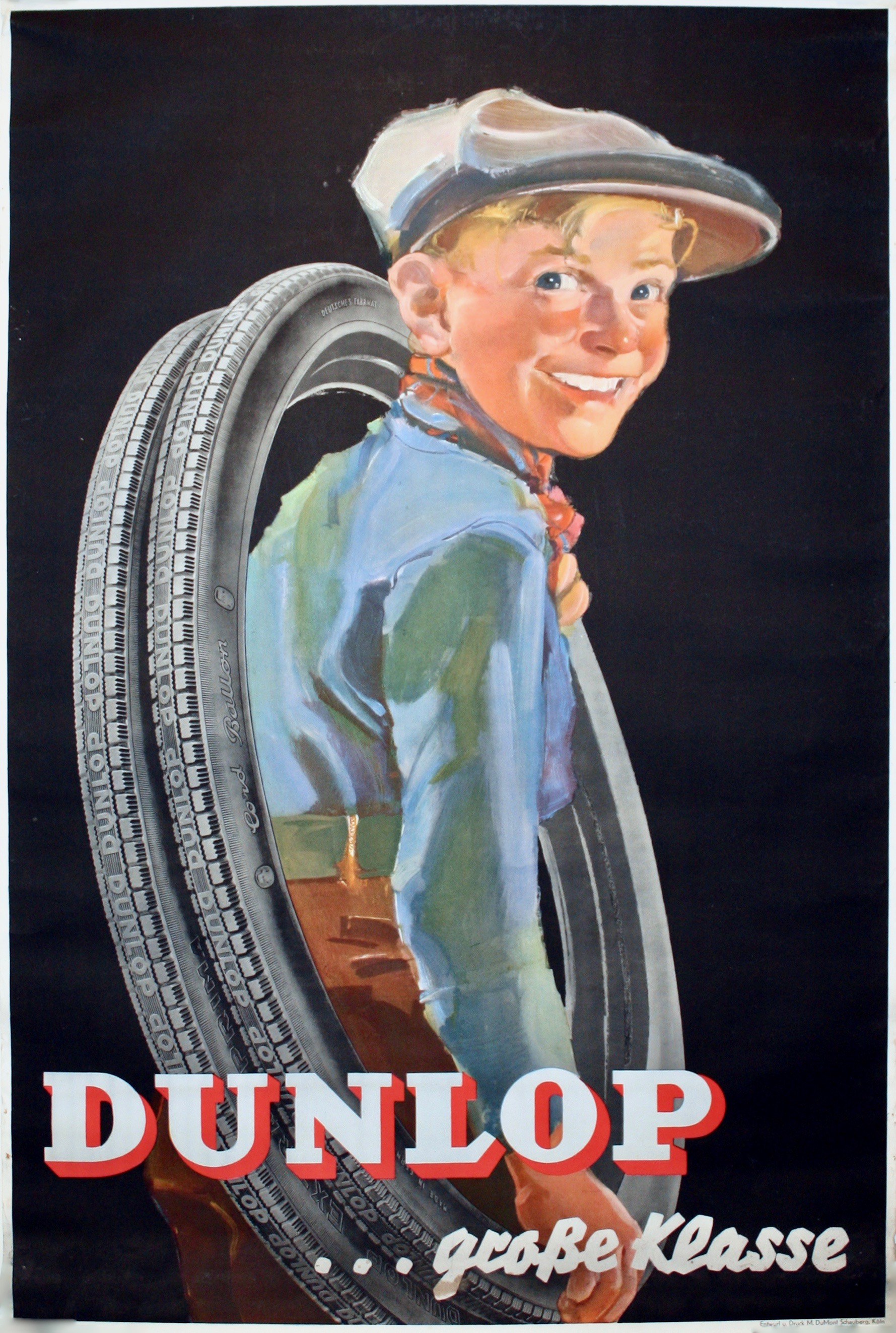
Dunlop publicidad (1925)

Tras recibir acusaciones de prácticas monopólicas después de la Segunda Guerra Mundial y de experimentar una fusión con la empresa italiana Pirelli en la década de 1970, Dunlop sufrió problemas financieros y BTR la compró en 1985. A mediados de la década de 1990, las distintas divisiones de Dunlop se vendieron a otros conglomerados empresariales.
Sumitomo Rubber Industries es una empresa japonesa del Grupo Sumitomo, que había colaborado con Dunlop en el mercado local desde el año 1909 y comprado la división japonesa de Dunlop en 1963. Después de la bancarrota de Dunlop, Sumitomo compró los derechos de la marca de neumáticos. Tras cambiar el nombre de la división a Dunlop Tyres en 1997, formó una joint venture con la estadounidense Goodyear dos años más tarde, la cual se mantiene en la actualidad. Por tanto, Sumitomo comercializa neumáticos con la marca Dunlop en Asia, África y Sudamérica, mientras que Goodyear utiliza la marca en Norteamérica, Europa y Australia.
En la Argentina existe una empresa denominada Dunlop Argentina S.A., la cual se dedica a producir artículos de goma que no son neumáticos (correas de transmisión, cintas transportadoras, etc.) y posee una importante fábrica en la localidad bonaerense de Bella Vista, en el Partido de San Miguel, muy cerca de la Estación de Bella Vista.

## Dunlop en automovilismo
Dunlop fue proveedor de neumáticos de la Fórmula 1 entre los años 1950 y 1970, y luego en las temporadas 1976 y 1977. La marca lleva registradas 83 victorias, ocho títulos de pilotos y nueve títulos de constructores. Los neumáticos Dunlop también se utiliza en carreras de resistencia, turismos y motociclismo de velocidad.
- Datos: Q168241
- Multimedia: Dunlop Tyres / Q168241